# Ghostbusters II
Ghostbusters II er en amerikansk science-fiction komedie fra 1989 instrueret af Ivan Reitman og skrevet af Harold Ramis og Dan Aykroyd, der også medvirker i filmen sammen med bl.a. Bill Murray og Sigourney Weaver. Filmen er en fortsættelse til Ghostbusters fra 1984.

## Medvirkende
- Bill Murray
- Dan Aykroyd
- Sigourney Weaver
- Harold Ramis
- Rick Moranis
- Ernie Hudson
- Annie Potts
- Peter MacNicol
- Harris Yulin
- Janet Margolin
- David Margulies
- Kurt Fuller
- Wilhelm von Homburg
- Cheech Marin
- Max von Sydow